# قصب السكر الضيق الأوراق
قصب السكر الضيق الأوراق (الاسم العلمي: Saccharum angustifolium) هو نوع من النباتات يتبع جنس قصب السكر من الفصيلة النجيلية.